# Studenec na Blokah
Studenec na Blokah este o localitate din comuna Bloke, Slovenia, cu o populație de 65 de locuitori.